# Pyrgus centaureae
La ajedrezada septentrional (Pyrgus centaureae) es una especie de insecto lepidóptero de la familia Hesperiidae. Se encuentra en el norte de Escandinavia, Finlandia, Rusia (zona ártica, macizo de Altái, Siberia) y Mongolia, así como en el norte de Norteamérica, llegando por el sur hasta los Apalaches y las Montañas Rocosas.

## Subespecies
Se reconocen las siguientes subespecies:
- Pyrgus centaureae freija
- Pyrgus centaureae loki
- Pyrgus centaureae wyandot